# Rhizophagoides kojimai
Rhizophagoides kojimai is een keversoort uit de familie kerkhofkevers (Monotomidae). De wetenschappelijke naam van de soort werd in 1963 gepubliceerd door Takehiko Nakane & Hisamatsu.